# 空気殺人〜TOXIC〜
『空気殺人〜TOXIC〜』（くうきさつじん、原題：공기살인）は、2022年公開の韓国映画。加湿器殺菌剤事件を題材にして作られた。

## 概要
「韓国史上最悪の事件」と言われる実際に起きた事件（加湿器殺菌剤事件）をもとに、巨大な権力を持つ企業と戦う遺族達を描いた社会派ミステリ。
韓国では1994年から2011年までに998万本以上の加湿殺菌剤が販売され、加湿器に殺菌剤を使用することが「健康に良い」「風邪に効く」とメディアで報道された上に、政府も日常的に使用できる安全性を証明していた。しかし、その製品の有害性は隠蔽されており、死者数20,366人被害者数95万人と多くの犠牲者を生んだ。この作品は、二度と同じことが起こらないように、悲劇を忠実に記録するための作品であると監督は語っている。
原作はソ・ジェウォンの『균』。
主演は、『殺人の追憶』、『光州5・18』で知られるキム・サンギョン。義兄とともに事件の真相に迫ろうと画策するのは2011年から2012年の解散までアイドルグループJQTのメンバーとして活動し、『元カレは天才詐欺師～38師機動隊～』、『クリミナル・マインド:KOREA』などへの出演でも知られるイ・ソンビン。
2016年に『トッケビ～君がくれた愛しい日々』でコン・ユと共演し、知名度が急上昇してから、『ボイス～112の奇跡～』、『梨泰院クラス』、『今、私たちの学校は…』等の話題を呼んだ人気ドラマに立て続けて出演を果たし、人気俳優としての地位を確立したユン・ギョンホが巨大な権力を持つ企業の幹部として重要な役どころを担っている。
監督は、2013年に『君に泳げ!（原題：NO BREATHING）』で監督デビューをしたチョ・ヨンソン。
2022年4月22日に韓国で公開され、同年9月23日、日本で公開された。

## キャスト
- チョン・テフン - キム・サンギョン
- ハン・ヨンジュ - イ・ソンビン
- ソ・ウシク - ユン・ギョンホ
- ハン・ギルジュ - ソ・ヨンヒ